# Elys Ventura
Elys Ventura (* 20. Juni 2001) ist eine neuseeländische Tennisspielerin.

## Karriere
Ventura spielte ihr erstes WTA-Turnier im Januar 2019, als sie mit ihrer Partnerin Valentina Ivanov eine Wildcard für das Hauptfeld im Doppel der ASB Classic erhielt. Sie scheiterten aber bereits in der ersten Runde an den späteren Finalistinnen Paige Mary Hourigan und Taylor Townsend mit 1:6 und 5:7.